# 生物地球化学
生物地球化学是一门研究影响自然环境组成的化学、物理、地质和生物过程的科学。生物地球化学所研究的自然环境包括生物圈、冰雪圈、水圈、土壤圈、大气层和岩石圈。具体来说，它主要研究化学元素在地球内的循环，比如碳循环和氮循环，同时研究这些元素和生命之间在地球上的相互作用和结合。这门科学侧重于研究由生物活动引起的或影响生物活动的化学循环，尤其侧重碳循环、氮循环、硫循环和磷循环。生物地球化学是一门系统科学并与系统生态学密切相关。

## 历史

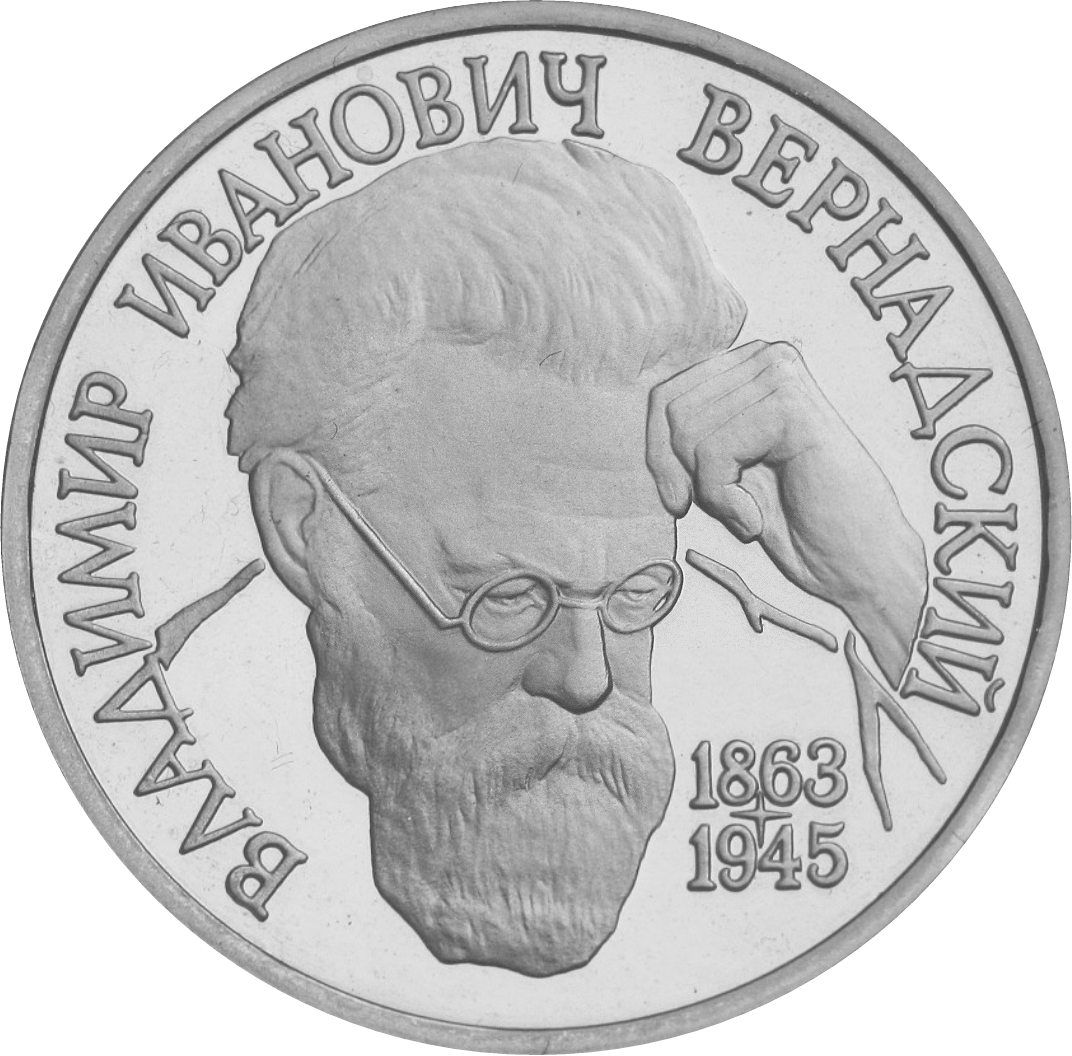
弗拉基米尔·维尔纳茨基，俄国地球化学家

生物地球化学是由俄国科学家弗拉基米尔·维尔纳茨基创立的。他在 1926 年出版的《生物圈》中描述了地球作为一个“活着的”整体的运作过程。维尔纳茨基分出了三个圈（每个圈类似于一个相空間）。他认为每个圈都有自己的演化规律并且较高级的圈可以改变和影响较低级的圈：
1. 非生物圈：所有没有生命的能量和物质过程；
2. 生物圈：在非生物圈内的生命过程；
3. 人类圈或智力圈（英语：Noosphere）：人类认知的过程。

人类活动（例如农业和工业）改变生物圈和非生物圈。现代环境下，人类对这两个圈的影响可与地质影响相比（参见人類世）。

## 早期发展
美国湖沼學家和地球化学家乔治·伊夫林·哈钦森在概述这一新领域的范围和原则上作出了贡献。较近期来说，生物地球化学的基本元素又被英国科学家和作家詹姆斯·洛夫洛克在蓋亞假說中重申并被带入大众视野。洛夫洛克强调了生命过程如何通过反馈机制调节地球以保持地球仍适合其居住的概念。

## 研究
世界上许多大学和机构都有生物地球化学的研究组。因为生物地球化学是一门跨学科性很强的科学，研究组直接所属的学科包括很多门：大气科学、生物、生态学、环境化学、地质学、海洋学、化学以及土壤科学。一般来说，这些学科被归类于地球科学和环境科学两大学科。 
许多科研人员研究碳、氮、硫、氧、磷这些元素以及它们稳定同位素的生物地球化学循环。同时也有人研究稀有元素和放射性同位素的循环。研究这些循环可以被应用于探寻矿物和石油，也可以用于修复环境污染。
当前生物地球化学的重要研究领域包括：
- 建立自然系统的模型
- 土壤及水质酸化恢复过程
- 表面水体富营养化
- 碳封存
- 土壤修复
- 全球变化
- 氣候變化
- 生物地球化学在矿物勘探中的应用